# UFC Fight Night: Felder vs. dos Anjos
UFC Fight Night: Felder vs. dos Anjos（ユーエフシー・ファイト・ナイト：フェルダー・バーサス・ドス・アンジョス、別名UFC Fight Night 182、UFC on ESPN+ 40）は、アメリカ合衆国の総合格闘技団体「UFC」の大会の一つ。2020年11月14日、ネバダ州ラスベガスのUFC APEXで開催された。

## 大会概要
本大会ではポール・フェルダーとハファエル・ドス・アンジョスのライト級戦が組まれた。

## 試合結果

### プレリミナリーガード
第1試合 ヘビー級 5分3R
○  ドンテイル・メイエス vs.  ロッキー・マルティネス ×
3R終了 判定3-0（30-27、30-27、29-28）
第2試合 ウェルター級 5分3R
○  アレックス・モロノ vs.  リース・マッキー ×
3R終了 判定3-0（30-27、30-27、30-27）
第3試合 バンタム級 5分3R
○  トニー・グレーブリー vs.  ジェラルド・デ・フレイタス ×
3R終了 判定2-1（30-27、28-29、29-28）
第4試合 女子ストロー級 5分3R
○  村田夏南子 vs.  ランダ・マルコス ×
3R終了 判定3-0（30-27、30-27、30-27）

### メインカード
第5試合 女子ストロー級 5分3R
○  コーリー・マッケンナ vs.  ケイ・ハンセン ×
3R終了 判定3-0（29-28、29-28、29-28）
第6試合 195ポンド契約 5分3R
○  ショーン・ストリックランド vs.  ブレンダン・アレン ×
2R 1:32 TKO（スタンドパンチ連打）
第7試合 女子ストロー級 5分3R
○  アシュリー・ヨーダ vs.  ミランダ・グレンジャー ×
3R終了 判定3-0（30-26、29-27、29-27）
第8試合 172.5ポンド契約 5分3R
○  ケイオス・ウィリアムズ vs.  アブドゥル・ラザク・アルハッサン ×
1R 0:30 KO（右ストレート）
※アルハッサンの体重超過によりウェルター級から変更
第9試合 ライト級 5分5R
○  ハファエル・ドス・アンジョス vs.  ポール・フェルダー ×
5R終了 判定2-1（47-48、50-45、50-45）

### 各賞
ファイト・オブ・ザ・ナイト：ハファエル・ドス・アンジョス vs. ポール・フェルダー
パフォーマンス・オブ・ザ・ナイト：ケイオス・ウィリアムズ、ショーン・ストリックランド
各選手にはボーナスとして5万ドルが授与された。

### カード変更
負傷などによるカードの変更は以下の通り。